# Cyphodynerus canaliculatus
Cyphodynerus canaliculatus är en stekelart som först beskrevs av Henri Saussure 1856.  Cyphodynerus canaliculatus ingår i släktet Cyphodynerus och familjen Eumenidae. Inga underarter finns listade i Catalogue of Life.